# 駄科駅
駄科駅（だしなえき）は、長野県飯田市駄科下平にある、東海旅客鉄道（JR東海）飯田線の駅である。

## 歴史
- 1927年（昭和2年）
  - 4月8日：伊那電気鉄道当駅 - 毛賀駅間延伸時に開設[1][2]。一般駅[3]。
  - 12月26日：伊那電気鉄道が天竜峡駅まで延伸、途中駅となる[2]。
- 1943年（昭和18年）8月1日：伊那電気鉄道線が飯田線の一部として国有化、鉄道省（後の日本国有鉄道）の駅となる[2]。
- 1971年（昭和46年）12月1日：貨物・荷物扱い廃止（旅客駅化）[3]。
- 1984年（昭和59年）2月24日：飯田線CTC化に伴い、無人駅化[4][5]。
- 1987年（昭和62年）4月1日：国鉄分割民営化により、東海旅客鉄道の駅となる[6]。
- 1989年（平成元年）9月19日：交換設備使用停止、後に撤去。
- 1998年（平成10年）5月23日：放火により駅舎全焼[7]。後に犯人は市内在住の高校生と判明、逮捕[8]。
- 1999年（平成11年）2月1日：待合所竣工[1]。

## 駅構造
単式ホーム1面1線を有する地上駅。飯田駅管理の無人駅で駅舎は1998年の放火で全焼した。待合所がある。1989年まで相対式ホーム2面2線であったが棒線化された。

## 利用状況
1日平均乗車人員は以下の通り。
| 乗車人員推移 | 乗車人員推移 |
| 年度         | 1日平均人数  |
| ------------ | ------------ |
| 2003         | 197          |
| 2004         | 190          |
| 2005         | 198          |
| 2006         | 194          |
| 2007         | 190          |
| 2008         | 189          |
| 2009         | 160          |
| 2010         | 154          |
| 2011         | 144          |
| 2012         | 160          |
| 2013         | 139          |
| 2014         | 149          |
| 2015         | 150          |
| 2016         | 151          |
| 2017         | 157          |
| 2018         | 151          |

## 駅周辺
- 鵞流峡
- 駄科郵便局
- キラヤ竜丘店
- 旭松食品本店、天竜第一工場[1]
- 輝山会記念病院[1]
- 国道151号
- 長野県道237号米川飯田線
- 長野県道247号米川駄科停車場線

## 隣の駅
東海旅客鉄道（JR東海）
CD 飯田線
時又駅 - 駄科駅 - 毛賀駅